# Sankt Wendel (huyện)
Sankt Wendel là một huyện (Kreis) ở phía bắc của the Saarland, Đức. Neighboring districts are Trier-Saarburg, Birkenfeld, Kusel, Neunkirchen, Saarlouis, Merzig-Wadern.

## Lịch sử
Huyện được thành lập năm 1834 khi Phổ lấy vùng Lichtenfeld từ Sachsen-Coburg. Sau chiến tranh thế giới thứ I, vùng Saar thuộc sự quản lý đặc biệt của Hội quốc liên, và huyện Sankt Wendel được chia đôi. Phần phía bắc, Restkreis Sankt Wendel, được sáp nhập vào huyện Birkenfeld, phần phía nam vẫn thuộc Saarland.

## Địa lý
Huyện tọa lạc ở vùng tự nhiên Saar-Hunsrück, một vùng đồi có độ cao từ 200 đến 600 mét.
Sông chính chảy qua huyện này là sông Nahe. Hồ Bostal là hồ du lịch lớn nhất ở tây nam của Đức, có diện tích khoảng 1,2 km².

## Huy hiệu
| Coat of arms | Sư tử xanh đại diện cho các bá tước của Veldenz, con sư tử bạc lấy từ Nassau-Saarbrücken. |

## Thị xã và đô thị
| Thị xã       | Đô thị                                          |                                            |
| ------------ | ----------------------------------------------- | ------------------------------------------ |
| 1. St.Wendel | 1. Freisen 2. Marpingen 3. Namborn 4. Nohfelden | 1. Nonnweiler 2. Oberthal (Saar) 3. Tholey |